# Efferia gossei
Efferia gossei este o specie de muște din genul Efferia, familia Asilidae, descrisă de Ellen R. Farr în anul 1965.
Este endemică în Jamaica. Conform Catalogue of Life specia Efferia gossei nu are subspecii cunoscute.